# 吴岱峰
吴岱峰（1903年—2005年9月19日），原名吴振东，陕西安定人，中华人民共和国政治人物。

## 生平
吴岱峰于1927年加入中国共产党。1931年，他曾参与创建了中国工农红军晋西游击队，并出任副大队长。后又历任红二十六军红二团红二连连长，陕甘边苏区军事委员会参谋长，陕甘边苏区红军军事政治干部学校副校长，红二十六军红三团代团长，中央红军北路军参谋长等。
抗日战争爆发后，吴岱峰出任陕甘宁边区西北区军事部部长、陇东军分区司令员、陕甘宁留守兵团警备三旅副旅长等。1945年当选为中共七大代表。
抗战胜利后，又任陕甘宁晋绥联防军绥德警备区司令员、绥德警备区独立第一旅旅长，榆林军分区副司令员。
中华人民共和国成立后，吴岱峰历任陕北军区司令员、陕西省军区副司令员、西北军政委员会委员、最高人民检察署西北分署检察长、中央纪律检查委员会中央监察员等。1965年前往中组部工作（正部长级）。此外，他还是第三、四届全国政协委员，第五届全国政协常委。文化大革命期间，他曾遭受迫害。1985年起离休。2005年9月19日，吴岱峰在北京去世，终年102岁。吴岱峰的外甥女郝明珠是中共元老习仲勋的前妻。